# Angelo Felici
Angelo Felici (1919–2007) là một Hồng y người Italia của Giáo hội Công giáo Rôma. Ông từng đảm nhận vai trò Hồng y Đẳng Linh mục Nhà thờ Ss. Biagio e Carlo ai Catinari, Chủ tịch Uỷ ban Giáo hoàng "Ecclesia Dei" trong suốt 5 năm, từ năm 1995 đến năm 2000.
Vốn là một giáo sĩ trong vai trò phục vụ trong Giáo triều Rôma, ông từng đảm trách nhiều vai trò khác nhau trước khi tiến đến trở thành Chủ tịch Uỷ ban Giáo hoàng "Ecclesia Dei", như: Phó Tổng Thư ký Thánh bộ các Vấn đề Ngoại thường của Giáo hội (1964–1967), Quyền Sứ thần Tòa Thánh tại Hà Lan (1967–1976), Sứ thần Tòa Thánh tại Bồ Đào Nha (1976–1979), Sứ thần Tòa Thánh tại Pháp (1978–1988), Tổng trưởng Thánh bộ Tuyên Thánh (1988–1995). Ông được vinh thăng Hồng y ngày 28 tháng 6 năm 1988, bởi Giáo hoàng Gioan Phaolô II.

## Tiểu sử
Hồng y Angelo Felici sinh ngày 26 tháng 7 năm 1919 tại Segni, Italia. Sau quá trình tu học dài hạn tại các cơ sở chủng viện theo quy định của Giáo luật, ngày 4 tháng 4 năm 1942, Phó tế Felici, 23 tuổi, tiến đến việc được truyền chức linh mục. Tân linh mục là thành viên linh mục đoàn Giáo phận Rôma.
Sau 25 năm thi hành các công việc mục vụ với thẩm quyền và cương vị của một linh mục, ngày 22 tháng 7 năm 1967, Tòa Thánh loan tin Giáo hoàng đã quyết định tuyển chọn linh mục Angelo Felici, 48 tuổi, gia nhập Giám mục đoàn Công giáo Hoàn vũ, với vị trí được bổ nhiệm là Tổng giám mục Hiệu tòa Caesariana, chức Quyền Sứ thần Tòa Thánh tại Hà Lan. Lễ tấn phong cho vị giám mục tân cử được tổ chức sau đó vào ngày 24 tháng 9 cùng năm, với phần nghi thức chính yếu được cử hành cách trọng thể bởi 3 giáo sĩ cấp cao, gồm chủ phong là Hồng y Amleto Giovanni Cicognani, Hồng y Quốc vụ khanh Tòa Thánh; hai vị giáo sĩ còn lại, với vai trò phụ phong, gồm có Tổng giám mục Giovanni Benelli, Phụ tá Quốc vụ khanh Tòa Thánh và Giám mục Luigi Maria Carli, giám mục chính tòa Giáo phận Segni. Tân giám mục chọn cho mình khẩu hiệu IN LUMINE TUO.
Sau 9 năm thực hiện các công việc mục vụ trên vai trò của Sứ thần Tòa Thánh tại Hà Lan, Tòa Thánh quyết định thuyên chuyển Tổng giám mục Felici làm Sứ thần Tòa Thánh tại Bồ Đào Nha. Tin bổ nhiệm Tổng giám mục Felici vào vị trí mới được Tòa Thánh công bố cách rộng rãi vào ngày 13 tháng 5 năm 1976. Sau 3 năm, nhiệm vụ của ông tại Bồ Đào Nha kết thúc bằng quyết định từ Tòa Thánh bổ nhiệm ông làm Sứ thần Tòa Thánh tại Pháp, bắt đầu từ ngày 27 tháng 8 năm 1979.
Bằng việc tổ chức công nghị Hồng y năm 1988 được cử hành chính thức vào ngày 28 tháng 6, Giáo hoàng Gioan Phaolô II đưa ra quyết định vinh thăng Tổng giám mục Angelo Felici tước vị danh dự của Giáo hội Công giáo, Hồng y. Tân Hồng y thuộc Đẳng Hồng y Phó tế và Nhà thờ Hiệu tòa được chỉ định là Nhà thờ Ss. Biagio e Carlo ai Catinari.
Sau khi được vinh thăng Hồng y, ngày 1 tháng 7 năm 1988, ông được bổ nhiệm giữ vai trò Tổng trưởng Thánh bộ Tuyên Thánh và giữ chức vụ này đến ngày 13 tháng 6 năm 1995. Sau vài tháng nghỉ ngơi, ngày 16 tháng 12 năm 1995, Tòa Thánh bổ nhiệm ông giữ vai trò Chủ tịch Uỷ ban Giáo hoàng "Ecclesia Dei". Ngày 9 tháng 1 năm 1999, ông được thăng Đẳng Hồng y Linh mục.
Ngày 13 tháng 4 năm 2000, Tòa Thánh chấp thuận đơn hồi hưu của ông, vì lý do tuổi tác, theo Giáo luật. Ông qua đời ngày 17 tháng 6 năm 2007, thọ 88 tuổi.